# 박영철 (경제학자)
박영철(朴英哲, 1939년 9월 17일~)은 대한민국의 국제통상 분야 경제학자로, 현재는 고려대학교 국제학부 석좌교수이다. 

## 학력
- 서울고등학교 졸업
- 서울대학교 경제학 학사
- 서울대학교 대학원 경제학 석사
- 미네소타대학교 대학원 경제학 박사

## 경력
- 2007.09 ~ : 고려대학교 국제학부 석좌교수
- 2006.03 ~ : 대외경제정책연구원 고문
- 2006.01 ~ : 한국개발연구원 고문
- 2005.03 ~ 2008.02 : 서울대학교 국제대학원 교수
- 2005.03 ~ 2008.02 : 서울대학교 국제통상금융센터 소장
- 2004.09 ~ 2006.08 : 공적자금관리위원회 민간위원장
- 2003.06 ~ 2004.06 : 국민경제자문회의 위원
- 2001.02 ~ 2002.01 : 외교통상부 대외경제통상대사
- 1999.02 ~ 2002.03 : 외환은행 이사회 의장
- 1998.08 ~ 1998.12 : 상업, 한일은행 합병추진위원회 위원장
- 1997 : 금융산업발전심의회 위원장
- 1992.07 ~ 1998.07 : 제2대 한국금융연구원장
- 1988.09 ~ 1989.01 : 미국 하버드대학교 경제학과 초빙교수
- 1987.06 ~ 1988.02 : 대통령비서실 경제수석비서관
- 1986.10 ~ 1987.05 : 제4대 한국개발연구원장
- 1984.06 ~ 1986.11 : 한국은행 금융통화위원회 위원
- 1981.01 ~ 1982.01 : 미국 보스턴대학교 경제학과 초빙교수
- 1979.02 ~ 1982.02 : 고려대학교 경제발전연구소 소장
- 1976.09 ~ 2005.02 : 고려대학교 경제학과 교수
- 1972.09 ~ 1976.08 : 고려대학교 경제학과 부교수
- 1968.07 ~ 1972.08 : 국제통화기금 조사부 경제조사관